# Juan Colombo
Juan Francisco Colombo Campbell (18 de enero de 1935) es un abogado chileno y profesor de Derecho. Expresidente del Tribunal Constitucional de Chile.

## Biografía
Egresó del Saint George's College. Estudió Derecho en la Universidad de Chile y tiene un postítulo en la Universidad de California en Los Ángeles. Entre 1953 y 1955 fue ayudante de Jaime Eyzaguirre en la cátedra de Historia Constitucional. Este último año fue también ayudante de Darío Benavente en la cátedra de derecho procesal. Obtuvo el título de abogado el año 1958. En 1965 es nombrado profesor titular de Derecho Procesal, cargo que desempeña hasta el día de hoy. También se desempeña como decano de la Escuela de Carabineros desde 1955.[cita requerida]
Se desempeñó como Director del Banco Santander. Fue abogado integrante de la Corte Suprema de Chile durante nueve años. Desde 1980 en adelante, fue abogado integrante del Tribunal Constitucional y posteriormente Ministro del mismo, nombrado en 1993 por el Presidente Patricio Aylwin. En dicho Tribunal se desempeñó como Presidente durante dos períodos consecutivos. 
Reconocimiento como Profesor Emérito de la Facultad de Derecho de la Universidad de Chile.
La ceremonia se efectuó el día 24 de abril de 2014, se enviaron los saludos de la entonces Presidenta, Michelle Bachelet y el Presidente de la Corte Suprema de la época, Sergio Muñoz, quienes no asistieron.
El reconocimiento contó con los discursos del Decano y Vicedecano de la Facultad de Derecho, don Roberto Nahum Anuch y don Pierino Perazzo Gagliardo, además del propio homenajeado.
"El vicedecano, Pierinno Perazzo, ex alumno y ex ayudante del profesor emérito, se refirió a su legado dogmático y académico en las áreas de Derecho Procesal y Derecho Procesal Constitucional, a través del estudio de la jurisdicción, el debido proceso y los actos procesales como prisma maestro, además de la supremacía constitucional y el control y conflicto constitucional, entre otras materias cuyo interés y análisis plasmó en sus publicaciones y cátedras."
"Al dirigirse a las autoridades, colegas, amigos y familiares, el profesor Colombo repaso los principales hitos de su trayectoria académica y profesional, junto con sus motivaciones, gustos, funciones, responsabilidades que le correspondió asumir.
Como es tradicional en sus intervenciones públicas, abordó las materias que le son propias, dejando algunas luces de sus reflexiones. Se mostró partidario de respetar los principios rectores de la tradición constitucional que a lo largo de la historia y de las distintas las cartas fundamentales se han recogido. “Tradición y Constitución son conceptos inseparables que debemos cuidar y conservar”, sentenció.
En el plano procesal penal, llamó a perfeccionar el sistema para que la víctima no termine siendo doblemente afectada en el proceso. A su juicio, la realidad legal y judicial demuestra que las garantías constitucionales del imputado están cauteladas y las de la víctima no lo están. Aclaró, eso si, que ello se debe a una “falencia normativa” y no a la labor de los jueces y fiscales.
Con su designación como profesor emérito, Juan Colombo se suma a la galería de destacados académicos de la Universidad de Chile. En el caso de la Facultad, han recibido dicha distinción Fernando Alessandri, Héctor Humeres Magnan, Patricio Aylwin, Alberto Rioseco, Mario Mosquera, Máximo Pacheco, Ricardo Lagos, entre otros."
Constitucionalismo y Derecho Procesal Constitucional.
El profesor Colombo, considera que Chile mantiene una "Larga tradición constitucional de 203 años", que comenzó en 1810 y se materializó en 1811 con la primera experiencia constitucional de Chile. Con respecto a la Constitución, se ha referido a ella como "una ley suprema, que coloca algunos valores fundamentales de la sociedad fuera del alcance de mayorías parlamentarias ocasionales. De ahí que haya sido rejuridificada, en el sentido que se la considera ahora como una ley fundamental directamente protegida y ejecutable por los jueces  aplicable a los individuos. Es aquí donde emerge la concepción de la vinculación directa entre la Constitución y sus mecanismos jurisdiccionales de protección."
Justicia Constitucional.
```
  Uno de los elementos que debe tener una Constitución, según el profesor Colombo, es "su protección constitucional". Así, la Justicia Constitucional es para él, "el acontecimiento más destacado del Derecho Público del siglo XX", lo que fue incorporado por las constituciones de Europa y algunos países latinoamericanos que han previsto la existencia de un Tribunal Constitucional", Chile también cuenta con ellos. 
```

Publicaciones.
+La Competencia, Editorial Jurídica de Chile, Santiago, primera edición de 1959 y segunda edición de 2004.-
+Repertorio de Legislación y Jurisprudencia Chilenas del Código de Procedimiento Civil, Tomo I, Reglas Comunes a Todo Procedimiento, Editorial Jurídica de Chile, Santiago, 1968.-
La Jurisdicción, El Acto Jurídico Procesal y la Cosa Juzgada en el Derecho Chileno, Editorial Jurídica de Chile, Santiago, primera edición de 1980 y segunda edición de 1991.-
La Valorización de la Prueba, Editorial Jurídica de Chile, Santiago, 1981.-
La Jurisdicción en el Derecho Chileno, Editorial Jurídica de Chile, Santiago, 1991.-
Los Actos Procesales, Tomos I y II, Editorial Jurídica de Chile, Santiago, 1997.-
Funciones del Derecho Procesal Constitucional. Tribunal Constitucional, Santiago de Chile, 2002 [1].-
La Suspensión del Procedimiento Como Medida Cautelar en la Inaplicabilidad por Inconstitucionalidad de la Ley, Cuadernos del Tribunal Constitucional, número 37, Santiago, 2008.-
Actualizador del Manual de Derecho Procesal. Juicio Ordinario y Recursos Procesales de Darío Benavente, Editorial Jurídica de Chile, Santiago, ediciones de 1984, 1989, 1991, 1997 y 2002.-
El Debido Proceso Constitucional, Editorial Porrúa, México, 2014.-
- Discurso Académico en la Ceremonia de su Designación como Profesor Emérito de la Facultad de Derecho de la Universidad de Chile.En Publicación de la Facultad de Derecho de la Universidad de Chile. Andros Impresores. Sin fecha. 18 hojas, numerado desde el 5 al 35. Papel couché. Título: "Discursos Ceremonia Profesor Emérito. Juan Colombo Campbell. 23 de abril de 2014" Página 16 a 35.